# Václav Chleborád
Václav Chleborád (19. února 1893 Bílkovice – ???) byl český a československý politik Komunistické strany Československa a poválečný poslanec Ústavodárného Národního shromáždění.

## Biografie
V roce 1946 se uvádí jako horník, bytem Horní Litvínov.
V parlamentních volbách v roce 1946 byl zvolen poslancem Ústavodárného Národního shromáždění za KSČ. V parlamentu setrval do konce funkčního období, tedy do voleb do Národního shromáždění roku 1948.